# Synochoneura dentana
Synochoneura dentana es una especie de polilla de la familia Tortricidae. Se encuentra en Guizhou, China.